# Prince of Wales F.C.
Prince of Wales F.C. – gibraltarski klub piłkarski z siedzibą w Gibraltarze.

## Historia
Chronologia nazw:
- 1892: Prince of Wales F.C.
- 1954: klub rozwiązano

Prince of Wales F.C. został założony w 1892 w Gibraltarze. Jest najstarszym klubem piłkarskim w kraju. Początkowo drużyna składała się wyłącznie z członków załogi British Navy, zamieszkałych w Gibraltarze. To był pierwszy zespół, do którego cywile wyrazili swoje niezadowolenie z faktu, że w piłkarskich drużynach grali jedynie wojskowi i chcieli mieć swoich obywateli w zespołach. Później powstał Gibraltar F.C. oraz Jubilee F.C. Dwa lata później został założony Gibraltarski Cywilny Związek Piłki Nożnej, który zorganizował pierwszy turniej piłki nożnej w Gibraltarze, zwany Pucharem kupców.
W 1895 roku klub stał się jednym z założycieli zespołów Gibraltar Premier Division. W 1895/96 startował w pierwszych mistrzostwach Gibraltaru, dopiero sześć lat później w 1901 zdobył swój pierwszy tytuł mistrzowski. W 1953 klub został ogłoszony mistrzem po raz 19. Ale niespodziewanie rok później klub nie przystąpił do żadnych rozgrywek i został rozwiązany.
Dopiero po 61 latach ten rekord powtórzył Lincoln F.C. w 2014 roku.

## Sukcesy

### Trofea międzynarodowe
Nie uczestniczył w rozgrywkach europejskich (stan na 31-05-2014).

### Trofea krajowe
| \| \| Zdobyte trofea w rozgrywkach Gibraltaru (stan na: 31-05-2014) \| |                                                               |      | |
| Rozgrywki                                                              | Osiągnięcie                                                   | Razy | Sezon(y) |
| · Mistrzostwo                                                          | I miejsce                                                     | 19   | 1900/01, 1902/03, 1903/04, 1905/06, 1908/09, 1913/14, 1916/17, 1918/19, 1920/21, 1921/22, 1922/23, 1924/25, 1925/26, 1926/27, 1927/28, 1930/31, 1938/39, 1939/40, 1952/53 |
| · Mistrzostwo                                                          | II miejsce                                                    | ?    | ... |
| · Mistrzostwo                                                          | III miejsce                                                   | ?    | ... |
| Puchar                                                                 | zdobywca                                                      | 1    | 1948/49 |
| Puchar                                                                 | finalista                                                     | ?    | ... |
| II liga                                                                | I miejsce                                                     | ?    | ... |
| II liga                                                                | II miejsce                                                    | ?    | ... |
| II liga                                                                | III miejsce                                                   | ?    | ... |
| Gibraltar                                                              | Zdobyte trofea w rozgrywkach Gibraltaru (stan na: 31-05-2014) |      | |

- Rock Cup:
  - zdobywca (1x): 1949

## Stadion
Klub rozgrywał swoje mecze domowe na Victoria Stadium w Gibraltarze, który może pomieścić 2,249 widzów.